# Кад би ти отишла из овога града
Кад би ти отишла из овога града је песма српске музичке групе Галија. Првобитно је објављена на албуму У рају изнад облака, петнаестом дугосвирајућем студијском издању ове групе, издатом 17. маја 2018. године за дискографске куће ПГП РТС и Long Play.

## О песми
Ненад Милосављевић, фронтмен Галије, компоновао је музику на стихове истоимене лирске љубавне песме из опуса српског књижевника Матије Бећковића. Бећковић је на промоцији спота истакао да се песма састоји од слободних стихова, те да је Милосављевић за компоновање изабрао оне који су се њему највише допали.
На студијском снимку ове нумере електричну гитару је одсвирао Иван Зорановић, док је за клавијатурама био Саша Хабић, продуцент албума У рају изнад облака.

## О споту
Спот је осмислио, снимио, монтирао и режирао сам Милосављевић. Он је навео да се на самостални рад одлучио зато што је поседовао сопствене техничке могућности и додао да спот није био компликован, те да није било потребе за ангажовањем професионалног сниматеља или редитеља. Такође је објаснио да се из одговорности према Бећковићу, кога је назвао великим песником, одлучио за артистички приступ, јер је сматрао да би класични спот банализовао песму. Милосављевићева замисао била је да своје лице представи као платно на коме настаје слика. Имао је проблем с тиме што су му боје улазиле у очи и уста, па се снашао тако што је користио јогурт и фарбу за колаче. Снимано је на једном сплаву на Ади Циганлији. Био је ово уједно и први спот чији је аутор Милосављевић.
Спот је премијерно приказан 1. новембра 2018. године у Студију 6 Радио Београда, на мини концерту који је Галија, у склопу промоције албума У рају изнад облака, приредила за новинаре, пријатеље и поштоваоце. Наступ су у директном преносу могли да прате слушаоци Радио Београда 202 и гледаоци канала РТС 3. Састав је том приликом извео шест песама: У рају изнад облака, Нешто ме гони, Котор, Ти можеш све, Да ме ниси и Додирни ме.